# 南佐镇
南佐镇，是中华人民共和国河北省石家庄市元氏县下辖的一个乡镇级行政单位。

## 行政区划
南佐镇下辖以下地区：
北佐村、封照村、南龙池村、长村、东南街村、北龙池村、东北街村、西南街村、岳上村、苏庄村、西北街村和候村。